# 羅家寶 (粵劇演員)
羅家寶（1930年6月—2016年4月21日），廣東順德人，著名粵劇表演家，中國國家級非物質遺產傳承人，香港粵劇及影視演員羅家英堂兄。生於戲劇世家，從小受到粤劇熏陶。羅家寶也是粵曲唱腔「蝦腔」的始創人。亦曾於亞洲電視劇集《97變色龍》中飾演粤劇紅伶馮德昌一角。。